# Мала и средња предузећа
Мала и средња предузећа или МСП су предузећа, чији број запослених не прелази одређени број. Поред броја запослених критеријуми за величину предузећа могу бити бруто приходи и вредност средстава.
Критеријуми у Србији за МСП су да је број запослених мањи од 50, бруто приходи до 2,5 милиона евра и вредност средстава 1 милион евра за мала, а за средња број запослених мањи од 250, бруто приходи до 10 милиона евра, а вредност средстава до 5 милиона евра. При чему је довољно да предузеће испуњава два од три услова да би се сврстало у категорије мала или средња предузећа.
Критеријуми Европске уније за МСП јесу да је број запослених испод 250, а укупни приходи испод 50 милиона евра.
Критеријум Светске банке је да микропредузеће има до 10 запослених, а бруто приходи и вредност средстава мањи од 0,1 милиона евра. Малим предузећима се сматрају она која имају до 50 запослених, бруто приходи до 3 милиона евра, а вредност средстава до 15 милиона евра. Средња предузећа су она која имају до 300 запослених, бруто приходе до 3 милиона евра, а вредност средстава до 15 милиона евра.